# Untenrüden
Die Hofschaft Untenrüden liegt im Süden der bergischen Großstadt Solingen.

## Lage und Beschreibung
Untenrüden befindet sich abgeschieden im äußersten Süden des Solinger Stadtbezirks Burg/Höhscheid. Die Hofschaft liegt in der naturräumlichen Einheit Unteres Wuppertal direkt am Nordufer der Wupper, die die Stadtgrenze zu Leichlingen bildet. Einige hundert Meter flussaufwärts befindet sich die Nachbarhofschaft Obenrüden, flussabwärts liegt Friedrichstal. In nördliche Richtung nach Widdert türmen sich die Wupperberge auf; lediglich eine steile und schmale Serpentinenstraße, die Rüdener Straße, verbindet beide Orte miteinander. Ebenfalls von Norden her fließt der Rölscheider Bach, der den Widderter Höhenzug in Richtung Wupper entwässert. Bis heute prägt den Ort ein Bestand an historischen Fachwerk- und Schiefergebäuden, von denen mehrere unter Denkmalschutz stehen.
Benachbarte Orte sind bzw. waren (von Nord nach West): Böckersberg, Rölscheid, Heiler Kotten, Obenrüden (alle zu Solingen), Hinterberg, Fähr, Rödel (alle zu Leichlingen) sowie Friedrichstal, Friedrichshöhe und Untenwiddert (alle zu Solingen).

## Etymologie
Der Ortsname ist seit dem 16. Jahrhundert nachgewiesen. Möglicherweise ist der Name von dem Wort Rüde = Hund abgeleitet.

## Geschichte
Der Zeitpunkt der ersten Besiedelung Rüdens ist unklar, wird jedoch aufgrund des flachen Geländes und seiner Geeignetheit für Ackerbau und das Klingenhandwerk spätestens im 15. Jahrhundert stattgefunden haben. Wie im benachbarten Ort Friedrichstal ist auch in Rüden das Klingenhandwerk nachweisbar. So diente den dortigen Schleifern als Arbeitsstätte unter anderem die heute noch existenten Schleifkotten Unten- und Obenrüdener Kotten.
In der Karte Topographia Ducatus Montani, Blatt Amt Solingen, von Erich Philipp Ploennies aus dem Jahre 1715 ist der Ort mit einer Hofstelle verzeichnet und als Rüden benannt, ebenso wie der heutige Nachbarort Obenrüden. Der Ort wurde in den Registern der Honschaft Widdert innerhalb des Amtes Solingen geführt. Die Topographische Aufnahme der Rheinlande von 1824 verzeichnet den Ort als oben Rüden (sic!) und den Nachbarort als unten Rüden. Die Preußische Uraufnahme von 1844 verzeichnet den Ort als Unt: Rüden und den Nachbarort als Ob: Rüden. In der Topographischen Karte des Regierungsbezirks Düsseldorf von 1871 ist der Ort als Unt. Ruden verzeichnet, der Nachbarort als Ob. Ruden.
Nach Gründung der Mairien und späteren Bürgermeistereien Anfang des 19. Jahrhunderts gehörte der Ort zur Bürgermeisterei Höhscheid, die 1856 zur Stadt erhoben wurde. 1815/16 lebten 63 Einwohner in Untenrüden. 1832 gehörte der Ort weiterhin innerhalb der Honschaft Widdert nun der Bürgermeisterei Höhscheid an. Er wurde in der Statistik und Topographie des Regierungsbezirks Düsseldorf als Dorfschaft kategorisiert. Untenrüden besaß zu dieser Zeit 14 Wohnhäuser und zehn landwirtschaftliche Gebäude. Zu dieser Zeit lebten 79 Einwohner (vier katholisch und 75 evangelisch) in Untenrüden.
Im Gemeindelexikon für die Provinz Rheinland werden 1885 für Untenrüden 20 Wohnhäuser mit 107 Einwohnern angegeben. 1895 besitzt der Ort 18 Wohnhäuser mit 96 Einwohnern, 1905 18 Wohnhäuser und 97 Einwohner.

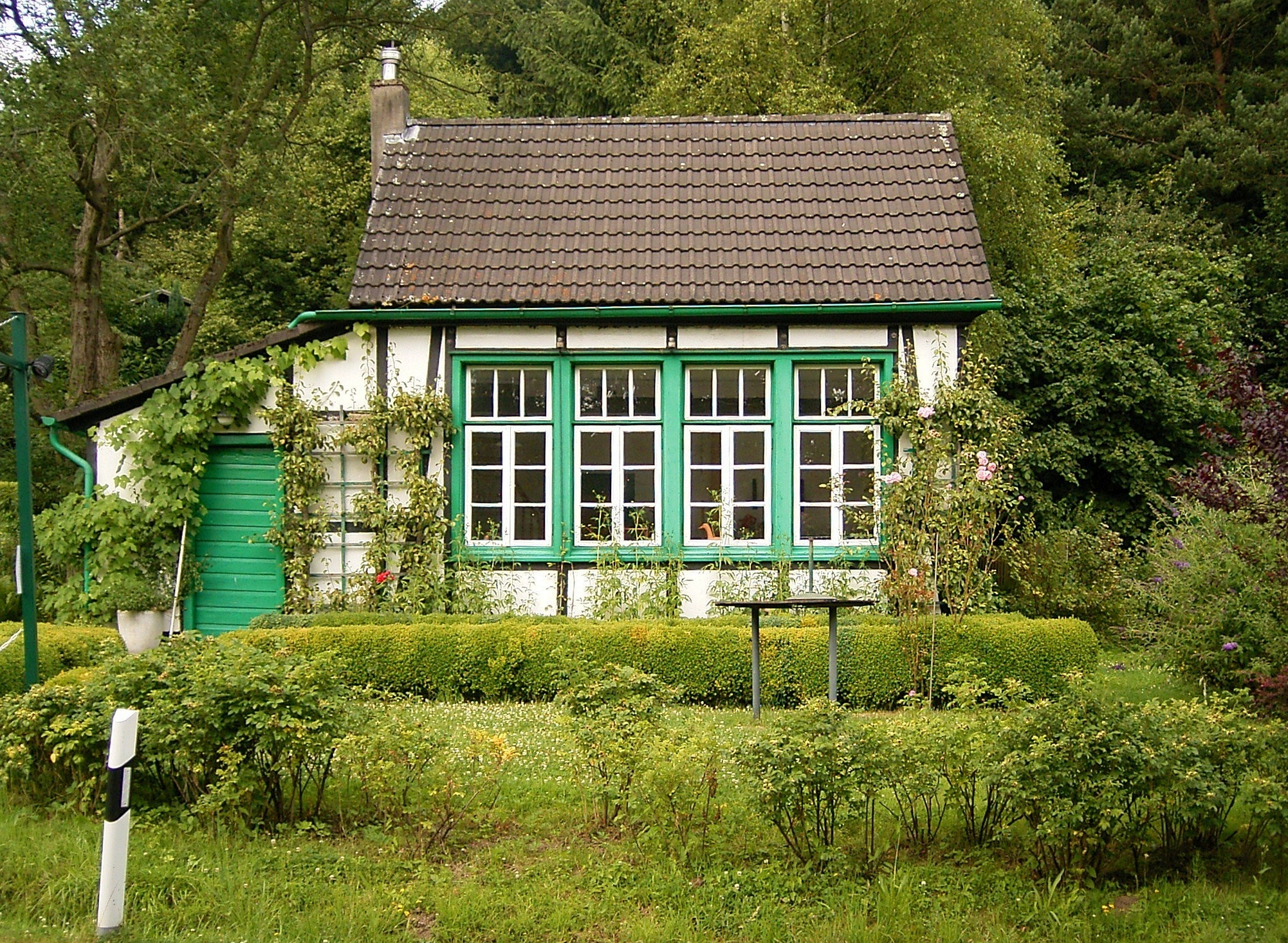
Ehem. Hilbertzkotten in Untenrüden

Mit der Städtevereinigung zu Groß-Solingen im Jahre 1929 wurde Untenrüden ein Ortsteil Solingens. Seit 1990/92 sind die beiden Fachwerkdoppelhäuser Untenrüden 14/16 sowie 26/28 inklusive Schuppen und Scheune in die Solinger Denkmalliste eingetragen. Im Jahre 2007 wurde zusätzlich der ehemalige Hilbertzkotten mit der Adresse Untenrüden 59 unter Denkmalschutz gestellt. Es handelt sich dabei um einen 1924 errichteten Schleifkotten mit Motorenantrieb, der als traditionelles Fachwerkhaus errichtet wurde.
Heute ist die Umgebung von Untenrüden durch mehrere Wanderwege entlang der Wupper erschlossen, darunter auch den Klingenpfad. Der Ort ist mit seiner historischen Kulisse aus Fachwerk- und Schieferhäusern des Bergischen Stils bei Spaziergängern und Wanderern beliebt. In Untenrüden befindet sich mit dem Haus Rüden auch ein Ausflugslokal.
Bei dem verheerenden Hochwasserereignis Mitte Juli 2021 wurden infolge von anhaltendem Starkregen auch Teile von Untenrüden überschwemmt, darunter auch der Untenrüdener Kotten.

## Nahverkehr
Wochentags ist Untenrüden durch die Linie 697 an das Busnetz der Stadtwerke Solingen mit einer eigenen Haltestelle im Ort angeschlossen. Aufgrund der Beliebtheit Rüdens und der Umgebung für Spaziergänger und Wanderer besteht an Sonn- und Feiertagen zusätzlich Anschluss an den Bus der Linie 691 nach Ohligs.
| Linie | Linienverlauf                                                                             |
| ----- | ----------------------------------------------------------------------------------------- |
| 691   | St.-Lukas-Klinik – Solingen Hauptbahnhof – Aufderhöhe – Höhscheid – Friedrichstal – Rüden |
| 697   | Graf-Wilhelm-Platz – Höhscheid – Friedrichstal – Rüden                                    |